# Zanni

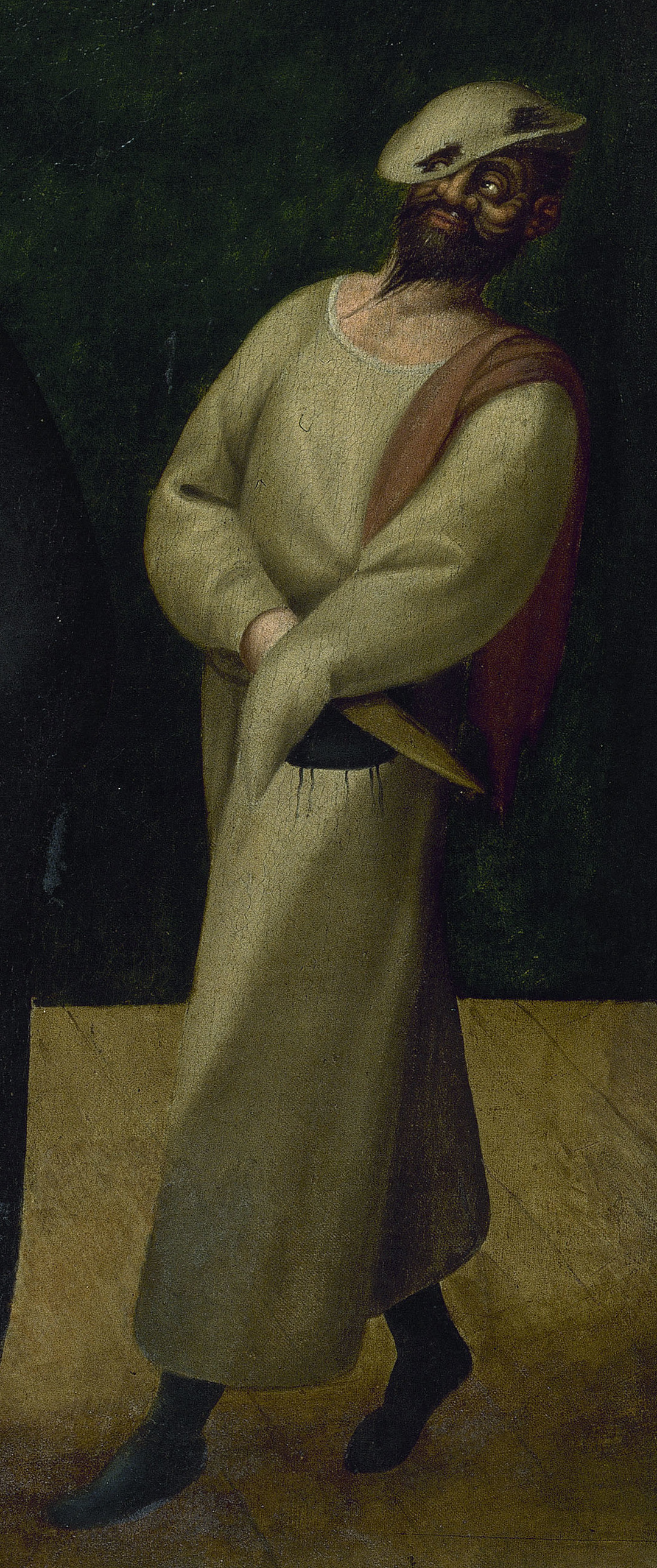
Zanni dei Gelosi

Lo Zanni era un personaggio del teatro comico dell'antica Roma, in seguito divenuto maschera della commedia dell'arte. 

## Origini
Nella Grecia antica Sannos indicava una persona stolta o ridicola; il termine entrò nella cultura teatrale romana, tanto che venne citato anche da Cicerone.

### Il personaggio della commedia dell'arte
Il nome di Zanni, come Zuan  è una versione veneta del nome Gianni, un nome molto diffuso nel contado veneto-lombardo da dove venivano la maggior parte dei servitori dei nobili e dei ricchi mercanti veneziani. Per questa ragione lo Zanni, divenuto un personaggio fra i più antichi della commedia dell'arte venne facilmente identificato con costoro. La stessa commedia dell'arte ai suoi primordi, alla fine del XVI secolo, veniva definita anche Commedia degli Zanni. Nel 1559 Anton Francesco Grazzini, poeta e drammaturgo fiorentino, compose il canto carnascialesco De' Zanni e de' Magnifichi. Il nome di Magnifico era l'antico nome della maschera veneziana di Pantalone, il Grazzini aveva presente evidentemente i primi canovacci degli attori di strada che improvvisavano delle dispute fra servo e padrone chiamati Contrasti comici o anche Ludi Zanneschi.

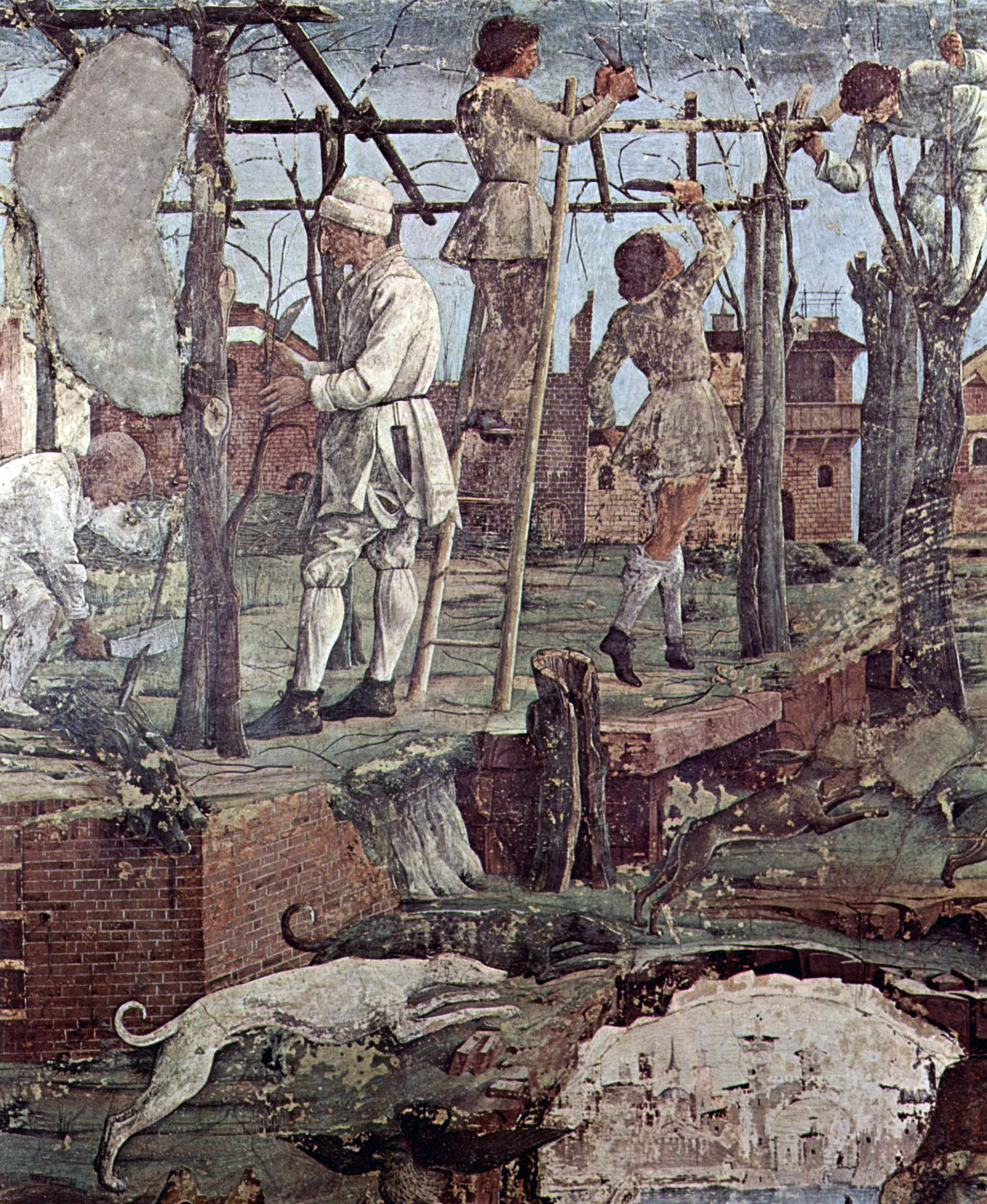
Francesco del Cossa, Contadini che lavorano i campi, con il costume di Zanni

Ben presto la maschera di Zanni lasciò strada a servitori che divennero più importanti con nomi propri che li distinguessero tra loro nel corso della storia della commedia dell'arte. Quindi nacquero i primi zanni (servi astuti) come Frittellino, Beltrame e Brighella; i secondi zanni (quelli sciocchi), molto più famosi a causa della bravura degli attori che li rappresentavano e per l'impatto che avevano sul pubblico; fra i più famosi Arlecchino, Pulcinella, Mezzettino e Truffaldino. Questo trapasso avvenne con un periodo di coesistenza, e non a caso uno dei primi arlecchini si chiamava Zan Ganassa.
Questa maschera ebbe anche un'eco europea visto che in Germania si trasformò nel personaggio di Hans Wurst, cioè la traduzione di uno dei tanti appellativi della maschera italiana, quella di Zan Salsiccia. In Inghilterra, ha dato origine al termine zany che, come aggettivo, ha il significato di  "spregiudicato e stravagante ma divertente" , mentre come sostantivo indicava in passato un pagliaccio che si produceva in imitazioni buffe delle azioni di un altro clown al quale fungeva da spalla comica. 

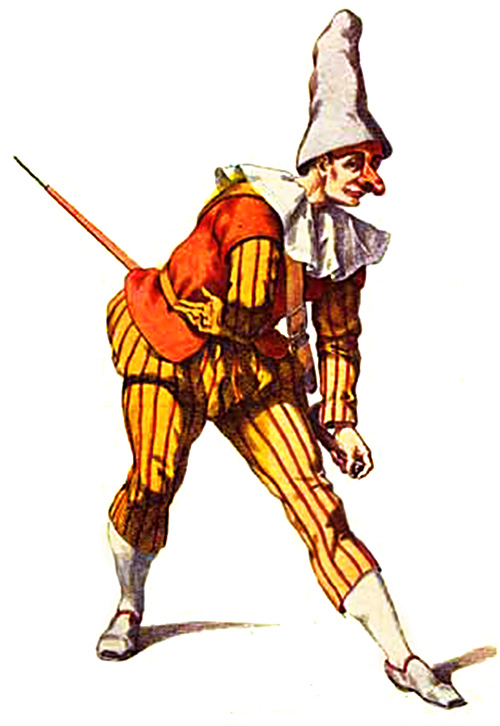
Giangurgolo, la versione calabrese di Zanni

Prima di sdoppiarsi nelle due tipologie di servo furbo e servo sciocco, Zanni era un personaggio a sé stante.
Le testimonianze iconografiche lo mostrano come il classico villano, con un costume a falde larghe color beretino (cioè una sorta di canapa non trattata, quindi di un colore beige, tendente al giallo o al grigio), l'abito normalmente indossato dai contadini durante il lavoro nei campi, un cappello particolare largo intorno alla testa ma soprattutto con una visiera lunga, un po' come quello dei goliardi universitari. La sua maschera è di cuoio bianco o più chiara rispetto alle maschere di Pantalone o di Arlecchino.

### Caratteristiche del personaggio

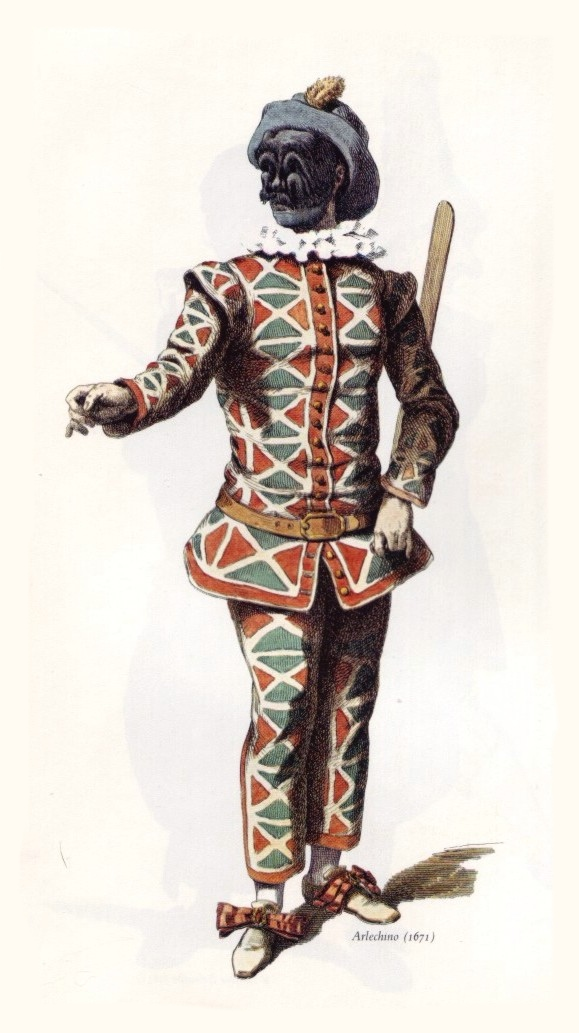
Arlecchino, lo Zanni del 1700 raffinato ed elevato dalle sue condizioni di grezzo contadino

Zanni è legato alla terra, alla vita rurale, dal carattere grezzo e volgare del contadino. Assomiglia a un animale per i suoi modi di fare, dato che i suoi istinti principali sono il sesso e la fame. Esistono due tipi di Zanni: quello astuto e veloce e quello sciocco e lento. Il primo è solito giocare brutti tiri al padrone e ai suoi interlocutori, a meno che non siano donne o serve con le quali  tenta subito di accoppiarsi senza tanti preamboli. Oltre a essere veloce e agile, questo Zanni è anche molto aggressivo e con la parlantina sciolta; facile all'ira, diventa subito violento e manesco, anche con le donne. La sua maschera di solito è caratterizzata da un naso ricurvo e appuntito, simile a quella di un gallinaccio.
Lo Zanni lento è l'esatto contrario; è ignorante e quasi incapace di formulare un concetto, dimostrando la sua tardezza anche nel movimento lemme e curvo verso il basso. Ciononostante egli appare sempre spassoso e divertente al pubblico e agli interlocutori perché sa generare equivoci col padrone e addirittura cercare di elevarsi al di sopra della sua figura, venendo però subito ammonito. Le sue caratteristiche principali sono lamentarsi in continuazione della sua situazione e delle varie circostanze e in particolare essere affamato e supplicante come un barbone.
La sua maschera è caratterizzata da un naso aquilino e ricurvo.

### Iconografia
Nelle più antiche testimonianze iconografiche Zanni è il servo di Pantalone (che nei primi anni della commedia si chiamerà il Magnifico); nella Raccolta delle incisioni detta Fossard, Zanni è chiamato Zany Corneto forse a causa del resto del corno che orna la sua maschera, come anche quella di Arlecchino, residuo dell'origine diabolica degli zanni. Nella stessa raccolta di incisioni, databili alla metà del XVI secolo con didascalie in francese, appare già un Arlecchino archetipo dello Zanni sciocco (Harlequin nel testo).
L'Harlequin è strutturalmente più simile a un giocoliere che non a un servo, in un abito aderente con qualche rara toppa colorata, ed è spesso rappresentato in posizioni molto ginniche; ha una maschera nera ma che ancora non ha coperto completamente la faccia, ha i capelli chiari e una barbetta bionda con pizzo alla Don Chisciotte (siamo nel periodo della dominazione spagnola dell'Italia e andava molto di moda portare baffi e pizzo alla felipina). Generalmente è senza berretto.

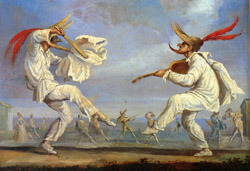
Jacques Callot, I Balli di Sfessania, Due Zanni

Un'altra testimonianza iconografica molto interessante è quella degli affreschi del Castello Trausnitz a Landshut: Zanni è il vero mattatore della commedia affrescata nel 1578 dal pittore veneto Alessandro Scalzi.
Zanni è un vero e proprio deus ex machina delle parti comiche dell'azione dipinta a lato della scalinata chiamata Narrentreppe ovvero scala dei buffoni o giocolieri.
Nei vari affreschi strimpella serenate, ruba il vino al padrone (sempre il solito Pantalone) e lo riporta a casa bastonato su un mulo, che Zanni sprona con un mantice nel culo. Quest'ultimo lazzo doveva essere molto diffuso e lo ritroviamo in una delle innumerevoli incisioni di Jacques Callot, intitolate I balli di Sfessania, composte nel 1621, quindi nel periodo d'oro della commedia dell'arte, durante un viaggio in Italia del disegnatore francese. Il lazzo del mulo e del mantice è però rappresentato da un personaggio più simile ad Arlecchino, al quale evidentemente Zanni aveva già ceduto il passo (in fondo erano passati ventitré anni dagli affreschi di Trausnitz e i personaggi della commedia si erano evoluti).

### Primi e secondi Zanni

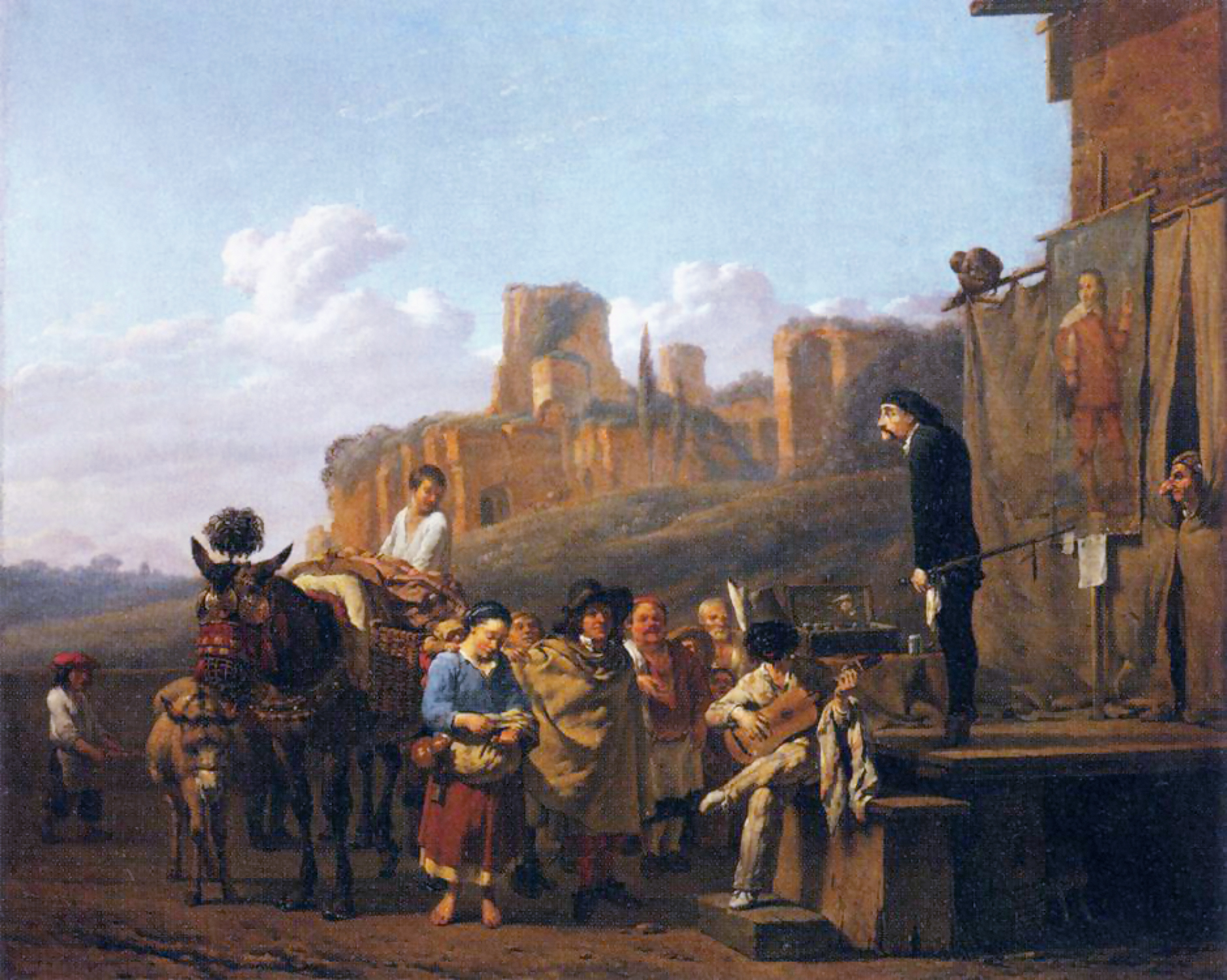
Karel Dujardins, Commedianti di strada con Zanni e il Capitano

Il personaggio di Zanni comprendeva per sua natura due tipologie distinte di carattere, quella del furbo e quella dello sciocco. Nel corso della storia della commedia dell'arte questi due caratteri si divisero, e gli attori si specializzarono in una delle due tipologie di Zanni, chiamate primi e secondi Zanni.
Due fra i primi Zanni più famosi furono Nicolò Barbieri in arte Beltrame e Piermaria Cecchini in arte Frittellino, attori celebri e celebrati (a Frittellino fu pure concesso un quarto di nobiltà dall'Imperatore Mattia in persona), oltre che per le loro opere anche per i saggi teorici con i quali cominciarono a fissare le regole della commedia dell'arte. In Frutti delle moderne commedie Cecchini diede una ricca descrizione delle compagnie dell'epoca e fissò i ruoli dei personaggi. Barbieri, nel suo saggio sull'arte teatrale La Supplica, fissò invece la differenza che ormai aveva separato la categoria dell'attore professionista dal saltimbanco o l'attore di strada.
Fra i secondi Zanni i nomi da fare sarebbero moltissimi, dal primo Arlecchino Tristano Martinelli fino al Truffaldino settecentesco di Antonio Sacco e di Onofrio Paganini. Da non scordare il suo corrispondente napoletano Pulcinella, interpretato per primo da Silvio Fiorillo, in Arte Capitan Matamoros, a cui si attribuisce erroneamente la nascita dello Zanni napoletano. Il Pulcinella più longevo e conosciuto è stato Antonio Petito, in assoluto il più ammirato e amato dai napoletani dell'Ottocento.

## Bibliografia

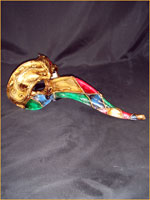
Maschera veneziana di Zanni